# 1000 Hurts
1000 Hurts es el tercer álbum de la banda de post-hardcore estadounidense Shellac. Fue lanzado el 8 de agosto del año 2000, bajo Touch and Go Records. En la enumeración de los lanzamientos de la banda, es el número once. En el material promocional oficial para el álbum, Shellac bromea con "No hay canciones de doce minutos en este [álbum]. Es más malvado. Todd [Trainer] canta"; la primera frase en alusión a "Didn't We Deserve a Look at You the Way You Really Are", la primera canción de su anterior álbum Terraform, con una duración de 12:19. 1000 Hurts alcanzó el #49 en el Top Heatseekers, el 2000.
La portada del álbum es un claro homenaje a cajas viejas de equipo de grabación marca Ampex. Shellac es conocido por usar equipo análogo para grabar sus lanzamientos, y son devotos fanes de Ampex.
1000 Hurts fue nombrado el disco de la década, según la revista Rockfeedback.

## Lista de canciones
1. «Prayer to God» - 2:50
2. «Squirrel Song» - 2:38
3. «Mama Gina» - 5:43
4. «QRJ» - 2:52
5. «Ghosts» - 3:36
6. «Song Against Itself» - 4:13
7. «Canaveral» - 2:38
8. «New Number Order» - 1:39
9. «Shoe Song» - 5:17
10. «Watch Song» - 5:25

## Créditos
- Shellac:
  - Steve Albini - guitarra, voz
  - Todd Trainer - batería, voz
  - Bob Weston - bajo, voz
- Bill Skibbe – operador de cinta
- Rob Bochnik – operador de cinta
- Greg Norman – operador de cinta
- John Loder – mastering
- Steve Rooke – mastering